# Nachal Socho
Nachal Socho (hebrejsky נחל שוכה) je vádí v Judských horách a pahorkatině Šefela v Izraeli.
Začíná v nadmořské výšce okolo 400 metrů západně od vesnice Aderet nedaleko od hranic Západního břehu Jordánu, v kopcovité a řídce zalidněné krajině. Směřuje pak k severozápadu mírně se zahlubujícím údolím, jehož svahy pokrývá souvislý lesní komplex. Severně od vesnice Giv'at Ješa'jahu ústí zprava do údolí toku Nachal Chachlil, jímž zde prochází dálnice číslo 38.